# Звернення до звершень
Звернення до звершень - це генетична помилка, у якій Особа A оскаржує тезу, висунуту Особою B, тому що Особа B не здійснила подібних звершень як Особа C або Особа A.
Навпаки, апелюючи до того факту, що ніхто не має належного досвіду, про який йде мова, і, отже, не може довести, що щось неможливе, є версією аргументу від тиші.
Звернення до звершень – це форма звернення до авторитету, що є добре відомою логічною помилкою. Дехто вважає, що його можна використати в переконливій формі, коли всі сторони дискусії погоджуються щодо надійності авторитету в даному контексті.

## Приклади
- "Як ти смієш критикувати прем'єр-міністра? Що ти знаєш про керування цілою країною?"
- "Я серйозно сприйму вашу думку про музику, коли ви випустите платівку, яка стане платиновою".
- "Повернися до мене, коли ти побудуєш власну багатомільярдну імперію. А до тих пір мовчи".
- "Якщо ви думаєте, що знаєте так багато про створення відеоігор, створіть її самі!"